# Sommet de l'OTAN de 2014
Pour un article plus général, voir Sommet de l'OTAN.
Le sommet de l'OTAN Newport 2014 est le 27e sommet de l'OTAN, conférence diplomatique réunissant dans la ville de Newport, au pays de Galles (Royaume-Uni), les 4 et 5 septembre 2014, les chefs d'État et de gouvernement des pays membres de l'Organisation du traité de l'Atlantique nord et des alliés de l'organisation. Les grands sujets abordés sont l'Ukraine, l'Afghanistan, le Moyen-Orient et la situation géopolitique générale.
Il succède au 26e sommet de l'OTAN à Chicago en 2012. Il est suivi du 28e sommet de l'OTAN, à Varsovie en 2016.

## Organisation du sommet

### Contexte
Le sommet, qu'accueille le Premier ministre britannique David Cameron,  réunit les chefs d'État et de gouvernement des pays membres de l'OTAN, ainsi que ceux de pays non membres et les représentants d'entités supranationales. Au total, une soixantaine de pays et entités est présente de manière officielle lors de ce sommet. Le Celtic Manor Resort, un grand hôtel de Newport, est choisi comme lieu de réunion. Ce sommet compte 180 VIP et 4 000 membres de délégations et autres officiels. Il s'agit du premier sommet OTAN se tenant au Royaume-Uni depuis celui de Londres en juillet 1990.
Il intervient alors que l'actualité internationale est foisonnante. En premier lieu pour l'OTAN, il s'agit d'acter le retrait d'Afghanistan et la fin de la Force internationale d'assistance et de sécurité, plus importante opération militaire menée par l'organisation. Mais il s'agit également de prendre des dispositions au vu de la situation internationale, en particulier vis-à-vis de la situation en Ukraine menaçant de dégénérer en conflit ouvert au Donbass, mais aussi des menaces que font peser ou ressentir les actions de l'État islamique.
La tenue du sommet avait été précédée fin juin 2014 par une réunion préparatoire à Bruxelles, au cours de laquelle Anders Fogh Rasmussen, secrétaire général de l'OTAN, avait annoncé des mesures concernant les relations entre l'organisation et la Géorgie d'une part, pour laquelle il est convenu de « développer un paquet substantiel de mesures » sans promettre de prendre part au « Plan d'action pour l'adhésion », et le Monténégro d'autre part, pour lequel il est convenu d'« examiner au plus tard à la fin de 2015 » la possibilité d'une « invitation à l'adhésion ».

### Ordre du jour

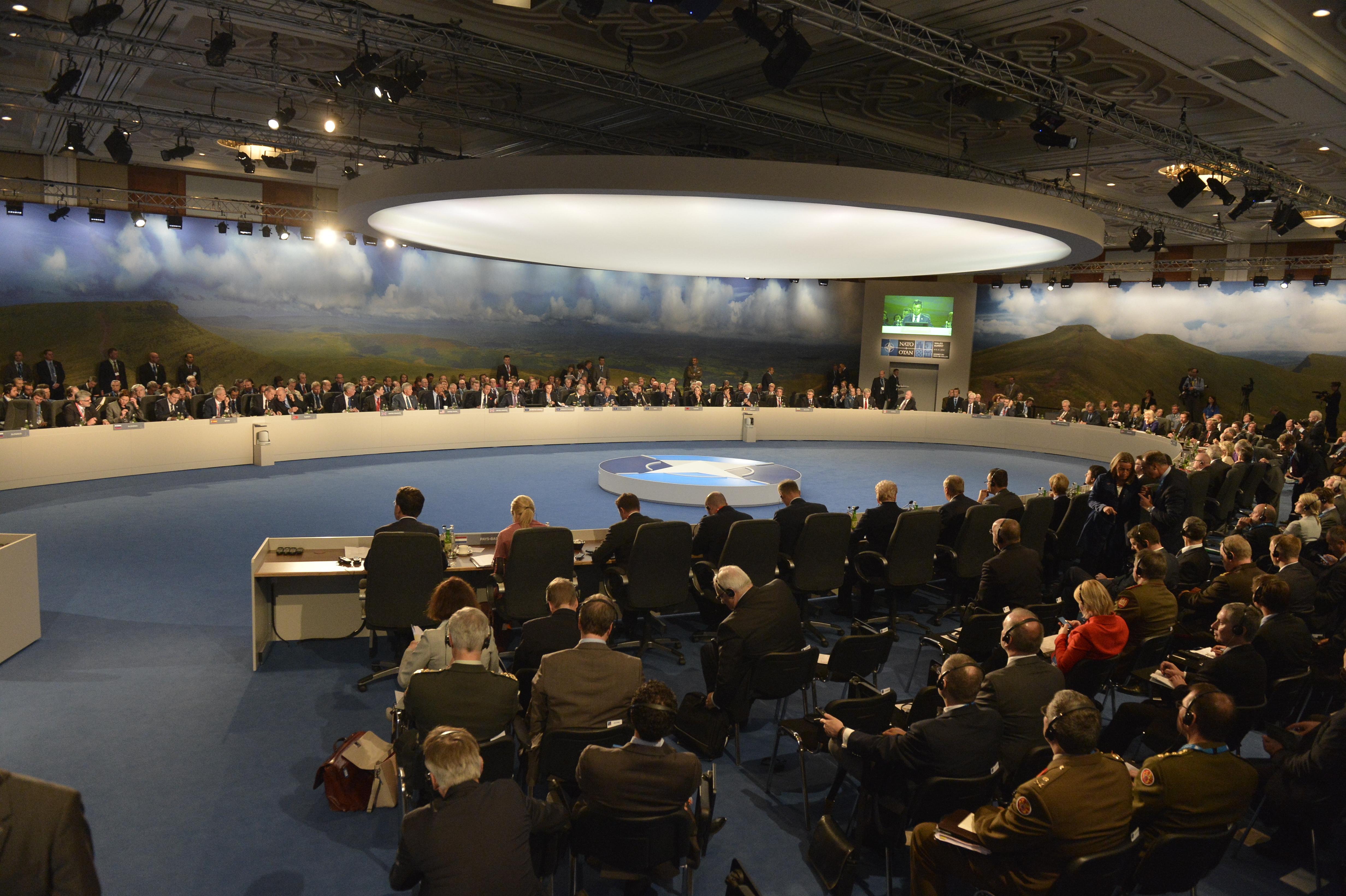
Salle de réunion des chefs d'État et de gouvernement des vingt-huit pays membres de l'OTAN.

Le sommet se déroule sur deux jours, les 4 et 5 septembre 2014. Au cours de ces deux journées, les représentants des États se réunissent pour des réunions de travail, principalement au Celtic Manor Resort, mais également pour quelques réunions mineures à Cardiff. Lors de ces séances, il est débattu des sujets ayant trait à la sécurité nationale des États membres, comme les « États fragiles », la piraterie, le terrorisme et les cyberattaques.
Le programme du sommet est le suivant :
4 septembre
- 13 h : Afghanistan et FIAS
- 16 h 45 : Situation en Ukraine
- 19 h : Repas de travail au château de Cardiff

5 septembre
- 9 h 30 : Première réunion du Conseil atlantique
- 13 h : Deuxième réunion du Conseil atlantique.

### Sécurité du site

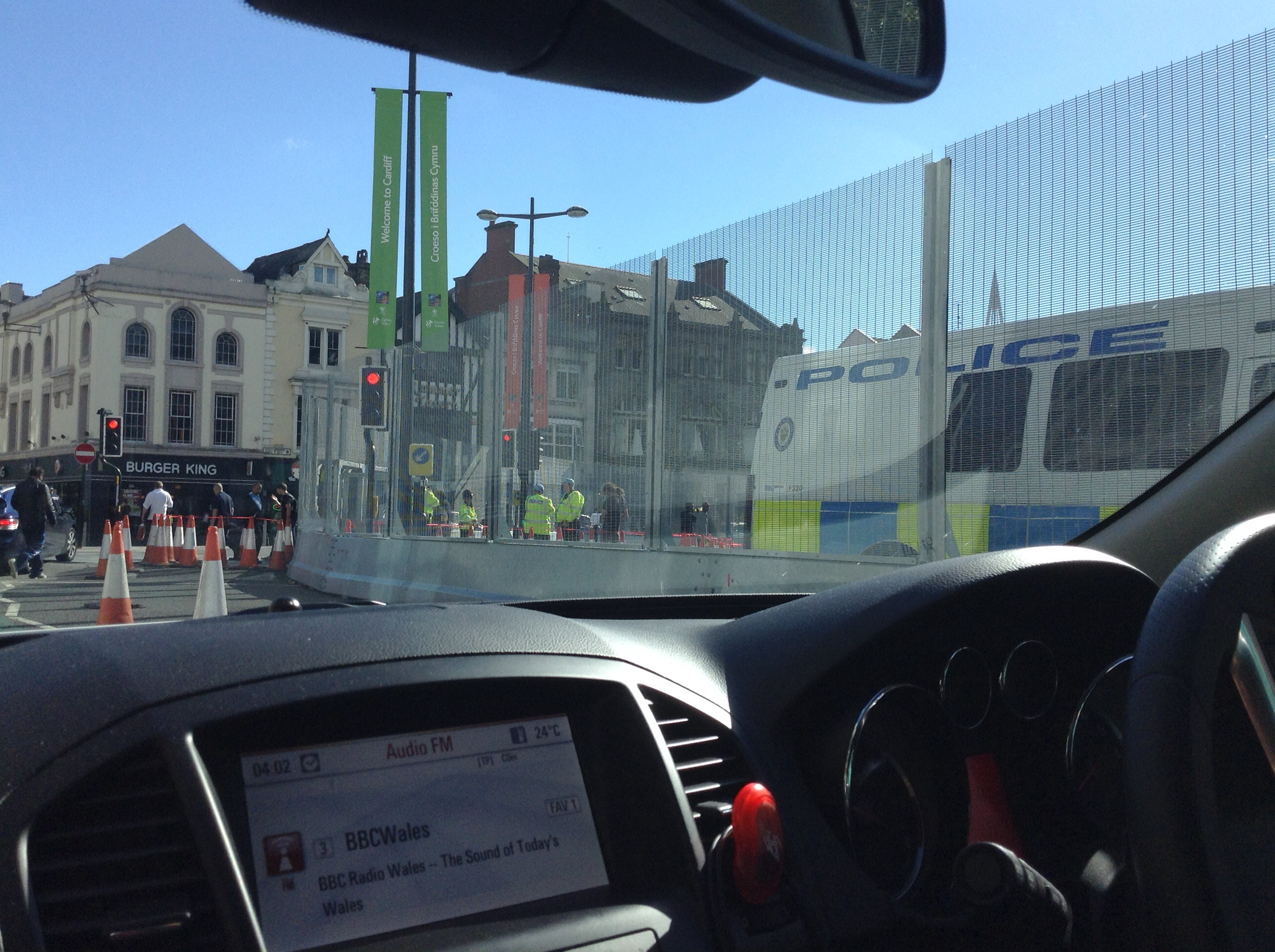
Préparatifs à Cardiff avant l'ouverture du sommet, le 1 septembre 2014.

La tenue du sommet de l'OTAN a engendré un fort déploiement de forces militaires afin d'assurer la sécurité des chefs d'État présents. Tant à Newport qu'à Cardiff, des routes ont été fermées à la circulation une semaine avant l'ouverture du sommet, créant de fortes perturbations dans la vie locale. Une clôture de 2,7 m de haut a été construite sur 20 km autour de l'hôtel qui accueille le sommet ; dans le centre-ville de Cardiff, ce sont 15 km de clôture qui sont déployés, formant ce que la presse locale appelle un « anneau d'acier ».
Le dispositif de sécurité inclut le déploiement de 9 500 policiers qui patrouillent dans les deux villes, des hélicoptères militaires dont des Osprey V22 américains ainsi que six navires de guerre dont le nouveau destroyer Type 45 de la Royal Navy HMS Duncan.
Lors du repliement des installations de sécurité, et faisant écho aux menaces récentes de la maire de Calais Natacha Bouchart de fermer le port de Calais si le gouvernement britannique ne prenait pas des mesures concrètes pour lutter contre l'immigration clandestine, le bureau de l'immigration du Home Office britannique offre à la mairie de Calais les clôtures utilisées pour la sécurisation des sites sommet.

## Décisions
Les principales décisions prises lors du sommet sont regroupées au sein de la Déclaration du sommet du Pays de Galles sur le lien transatlantique. Cette déclaration comporte cent-treize points, couvrant les aspects suivants :
- Points 5 à 13 : l'adoption du plan d'action « réactivité » (ou « Readiness action plan, RAP »[10]) tourné explicitement contre les menaces venant de Russie, du Moyen-Orient et d'Afrique du Nord, avec notamment au point 9 le renforcement de la Force de réaction de l'OTAN, l'établissement d'une Force opérationnelle interarmées à très haut niveau de préparation capable de se déployer « en quelques jours » dans les zones périphériques aux pays membres, et un renforcement des Forces navales permanentes. Ceci inclut au point 13 la révision de la doctrine en cas de « guerre hybride ».
- Points 14 et 15 : l'augmentation des budgets de la Défense des pays membres, avec une recommandation d'un minimum de 2 % du PIB, objectif à atteindre sous dix ans pour les pays alors en deçà de cet objectif. Ce budget doit être consacré au moins pour 20 % à l'acquisition de matériels neufs.
- Points 16 à 24 : la condamnation des actions de la Russie ; cela couvre son action en Ukraine, comprenant la non-reconnaissance de l'annexion de la Crimée par la Russie, son implication — tenue ici pour certaine — dans les troubles à l'Est de l'Ukraine, les discriminations dont sont victimes les Tatars de Crimée, et un rappel à l'ordre onusien quant au rôle présumé de la Russie dans la destruction du vol MH17 ; cela couvre également son « comportement » en Géorgie et en Moldavie, et la non-application du Traité sur les forces conventionnelles en Europe ; l'OTAN indique également soutenir les sanctions prises par l'Union européenne et le G7 à l'encontre des capitaux russes ; l'OTAN prend acte de la remise en question par la Russie des termes fondateurs du Conseil OTAN-Russie, tout en garantissant sa volonté de maintenir ouverte la voie diplomatique.
- Points 25 à 29 : le soutien de l'OTAN à la démocratisation de l'Ukraine, saluant la tenue des élections présidentielles de mai 2014, la signature de l'accord d'association avec l'Union européenne le 27 juin, et précisant porter de grandes attentes dans la tenue des élections des parlementaires de la Rada en octobre 2014 ; le soutien aux démarches de l'OSCE avec en particulier sa mission d'observation.
- Points 30 et 31 : l'inviolabilité territoriale des pays non membres mais alliés par des contrats bilatéraux avec l'OTAN : Arménie, Azerbaïdjan, Géorgie, Moldavie.
- Points 32 à 37 : la réaction de l'OTAN face à la situation au Moyen-Orient, la condamnation du « prétendu État islamique en Irak et au Levant » et l'évocation de la possibilité de représailles dans le cas où les agissements de l'organisation à sa tête viendraient à menacer la sécurité d'un des pays membres ; le soutien à l'État irakien ; le rappel du régime syrien de Bachar el-Assad à ses engagements du Communiqué de Genève du 30 juin 2012 et les effets potentiellement déstabilisateurs de la guerre civile syrienne sur les pays voisins comme la Turquie, pays membre de l'OTAN, la Jordanie, partenaire de l'OTAN, et le Liban ; le rappel du déploiement de missiles Patriot en Turquie tout en félicitant la mission de l'OAIC.
- Point 38 : l'inquiétude face à la situation en Libye et le soutien au déploiement de la MANUL, événements faisant suite à l'intervention de l'OTAN dans le pays en 2011.
- Point 39 : la possibilité de coopérer aux opérations en cours au Mali — en particulier en appui aux missions de l'ONU et de l'Union européenne — si le besoin s'en fait sentir.
- Point 40 : un satisfecit quant à la situation aux Balkans, face à la normalisation des relations entre Serbie et OTAN, la tenue des élections législatives au Kosovo en juin.
- Points 41 à 43 : le retrait des troupes otaniennes d'Afghanistan avec la fin de la mission militaire en décembre 2014, et le maintien d'une mission diplomatique pour une durée indéterminée.
- Points 44 et 45 : un satisfecit quant au rôle de la KFOR, en cours depuis quinze ans sous mandat de l'ONU.
- Points 46 et 47 : un état des lieux des opérations Active Endeavour en Méditerranée et Ocean Shield contre les actes de piraterie autour de la Corne de l'Afrique ; le maintien de l'OTAN au sein d'Ocean Shield jusqu'à fin 2016.
- Points 48 à 61 : un rappel du rôle de dissuasion, notamment nucléaire, de l'OTAN quant à la sécurité des États membres ; un rappel à la Russie de ses engagements au travers du traité FNI ; la poursuite du système de défense antimissile de l'OTAN rappelant que ce système n'est pas dirigé contre la Russie.
- Points 62 à 71 : un point d'avancement sur les engagements de restructuration des forces de l'OTAN, pris lors du précédent sommet de Chicago en 2012 ; l'acquisition de drones MQ-9 ; le développement du concept OTAN de « pays-cadre » pour créer des centralités dans le déploiement de démarches spécialisées ; la nomination de pays-cadres dans certains domaines : Allemagne pour le « développement capacitaire », Royaume-Uni pour la constitution de la Force expéditionnaire interarmées ou JEF ; la programmation pour 2015 de « l'exercice à haute visibilité » baptisé « Trident Juncture 2015 » auquel 25 000 soldats participeront, organisé par l'Espagne, le Portugal et l'Italie ; la politique otanienne en matière de guerre navale.
- Points 71 à 73 : la politique en matière de cyberdéfense, s'axant autour des capacités du Cooperative Cyber Defence Centre of Excellence et de l'École des systèmes d'information et de communication (en) de l'OTAN.
- Point 74 : la reconnaissance du rôle important des PME dans l'industrie de défense de l'OTAN.
- Points 75 à 78 : la position de l'OTAN face aux armements nucléaires ; le rappel à l'Iran des clauses du traité de non-prolifération nucléaire dans le cadre de l'accord préliminaire de Genève sur le programme nucléaire iranien de 2013 ; l'inquiétude face aux essais nucléaires nord-coréens.
- Point 79 à 81 : le rappel des valeurs otaniennes en matière de lutte contre le terrorisme international.
- Points 82 à 89 : un état des lieux des traités et accords en cours ; la célébration du vingtième anniversaire du Partenariat pour la paix ; la célébration du vingtième anniversaire du Dialogue méditerranéen ; la célébration du dixième anniversaire de l'Initiative de coopération d'Istanbul ; la volonté de développement des partenariats avec d'autres organisations internationales comme le Conseil de coopération du Golfe et la Ligue des États arabes ; le développement des relations avec la Géorgie, la Moldavie, la Jordanie.
- Points 90 et 91 : la condamnation des violences faites aux femmes lors des conflits et de l'emploi d'enfants soldats dans la ligne de la résolution 1612 du Conseil de sécurité de l'ONU.
- Points 92 à 97 : le maintien de la « politique de la porte ouverte », notamment vis-à-vis de la Géorgie, dont les provinces d'Abkhazie et d'Ossétie du Sud sont toujours considérées par l'OTAN comme relevant de son autorité ; notamment vis-à-vis du Monténégro, de la Macédoine, de la Bosnie-Herzégovine ; ces quatre pays sont à divers échelons dans le processus d'adhésion à l'OTAN.
- Points 98 et suivants : la position de l'OTAN dans le contexte général international, sur les aspects sociaux, environnementaux, économiques.

Le sommet est également l'occasion d'une déclaration conjointe des membres de l'OTAN rendant hommage aux personnels militaires ayant servi au sein des forces armées de l'OTAN depuis les soixante-cinq ans de son existence.

### Création de la Force expéditionnaire interarmées
Le sommet a été le lieu de la création de la Force expéditionnaire interarmées, en anglais « Joint expeditionary force » ou JEF. L'acte fondateur de cette troupe a été la signature d'un accord entre les vingt-huit membres de l'OTAN à bord du HMS Duncan le 4 septembre.
Cette force militaire à déploiement rapide devrait être pleinement opérationnelle avant 2018. Elle est organisée par sept États membres — Royaume-Uni, Danemark, Estonie, Lettonie, Lituanie, Pays-Bas et Norvège — une force projetable très rapidement n'importe où dans le monde. En tant que « pays-cadre » de la démarche, le Royaume-Uni assure la principale part du dispositif. Les Forces armées britanniques assureront le commandement général, les forces parachutistes, blindées, l'aviation, les groupes opérationnels aérien et naval. Cette force de 5 000 hommes dont 3 500 Britanniques aura son quartier général en Pologne. Les troupes seront destinées à cette tâche, et ne seront pas constituées d'unités tournantes. Les États-Unis assurent qu'ils abonderont à hauteur d'un milliard de dollars au budget alloué à la JEF

### Rôle de l'OTAN en Afghanistan
Dans une déclaration commune, les vingt-huit font un état des lieux de l'action de l'OTAN en Afghanistan, pays dans lequel des forces euro-atlantiques sont déployées depuis quinze ans. Hommage est rendu aux morts de l'OTAN mais aussi à ceux des forces armées afghanes. Puis il est confirmé que l'OTAN retire ses troupes fin 2014, tout en mettant en place une mission de support économique et en continuant les actions de formation des forces de sécurité afghanes.

### Situation en Ukraine
Au matin du 4 septembre, le président ukrainien Petro Porochenko s'entretient avec le G4 européen (en) (France, Allemagne, Italie, Royaume-Uni) et le président américain Barack Obama avant même l'ouverture officielle du sommet, au sujet de la crise en cours entre son pays et la Russie.
Pendant le sommet, la Commission OTAN et l'Ukraine font une déclaration commune confirmant le « soutien à la souveraineté et à l’intégrité territoriale de l'Ukraine à l'intérieur de ses frontières internationalement reconnues » dans la droite ligne des déclarations précédentes faites lors des sommets de Madrid, Bucarest, à Lisbonne et à Chicago.
Juste après la fin du sommet, le président ukrainien Petro Porochenko annonce à Minsk qu'un cessez-le-feu a été conclu entre son pays et l'un des principaux mouvements séparatistes combattant dans l'Est de l'Ukraine. Cet accord intervient selon les termes proposés par le président russe Vladimir Poutine. Cette annonce est accueillie prudemment par les membres de l'OTAN

### État islamique
Au matin du 5 septembre, neuf États de l'OTAN — États-Unis, France, Royaume-Uni, Danemark, Allemagne, Canada, Turquie, Italie, Pologne — et l'Australie s'associent au sein d'un « noyau de coalition » en anglais : core coalition avec pour objectif de coordonner leurs actions face à la menace de l'État islamique après leur offensive dans le nord de l'Irak déclenchée en juin 2014. Sans promettre d'envoi de troupe au sol, cette alliance n'exclut aucun moyen pour parvenir à « la destruction de l'État islamique. » Pour l'instant, l'OTAN se contente d'apporter un soutien logistique, humanitaire et d'effectuer des missions de renseignement, en particulier sur les actions des ressortissants des pays membres de l'OTAN. Anders Fogh Rasmussen déclare alors que ce noyau de coalition est mis sur pied parce que « la communauté internationale doit faire tout son possible contre la menace du prétendu État islamique. »

### Cyberdéfense
Le sommet de Newport est l'occasion pour l'OTAN de prendre des décisions visant à muscler et structurer ses capacités en matière de cyberdéfense. À partir du CCDCOE, le cyberpolygone estonien, l'OTAN fait des tests de pénétration ; elle envisage les moyens nécessaires pour renforcer la sécurité de son réseau de télécommunication interne, reliant cinquante-et-un sites otaniens à un site central à Mons en Belgique.

## Représentants des délégations

### OTAN et États membres
- OTAN - Secrétaire général Anders Fogh Rasmussen
- Albanie - Premier ministre Edi Rama
- Allemagne - Chancelière Angela Merkel
- Belgique - Premier ministre Elio Di Rupo
- Bulgarie - Président Rossen Plevneliev
- Canada - Premier ministre Stephen Harper
- Croatie - Président Ivo Josipovic
- Danemark - Première ministre Helle Thorning-Schmidt
- Espagne - Président du gouvernement Mariano Rajoy
- Estonie - Premier ministre Taavi Rõivas
- États-Unis - Président Barack Obama
- France - Président François Hollande
- Grèce - Premier ministre Antónis Samarás
- Hongrie - Premier ministre Viktor Orbán
- Islande - Premier ministre Sigmundur Davíð Gunnlaugsson
- Italie - Président du conseil des ministres Matteo Renzi
- Lettonie - Président Andris Bērziņš
- Lituanie - Présidente Dalia Grybauskaitė
- Luxembourg - Premier ministre Xavier Bettel
- Norvège - Première ministre Erna Solberg
- Pays-Bas - Premier ministre Mark Rutte
- Pologne - Président Bronisław Komorowski
- Portugal - Premier ministre Pedro Passos Coelho
- Roumanie - Président Traian Băsescu
- Royaume-Uni - Premier ministre David Cameron
- Slovaquie - Président Andrej Kiska
- Slovénie - Présidente du gouvernement Alenka Bratušek
- République tchèque - Président Miloš Zeman
- Turquie - Président Recep Tayyip Erdoğan.

### Pays non membres
Parmi les pays non membres représentés au sommet, il est à noter la présence de la Serbie, accueillie pour la première fois lors d'un sommet de l'OTAN.
- Arménie - Président Serge Sargsian
- Australie - Premier ministre Tony Abbott
- Azerbaïdjan - Président Ilham Aliyev
- Finlande - Président Sauli Niinistö
- Jordanie - Roi Abdallah II
- Géorgie - Président Guiorgui Margvelachvili
- Mongolie - Premier ministre Norovyn Altankhuyag
- Pakistan - Premier ministre Nawaz Sharif
- Serbie - Ministre de la Défense Bratislav Gašić
- Suisse - Président Didier Burkhalter
- Ukraine - Président Petro Porochenko.

### Représentants des institutions internationales
- OSCE - Secrétaire général - Lamberto Zannier
- Union européenne :
  - Président du Conseil - Herman Van Rompuy
  - Président de la Commission - José Manuel Barroso
  - Haut représentante pour les Affaires étrangères - Catherine Ashton.

### Ministres des Affaires étrangères

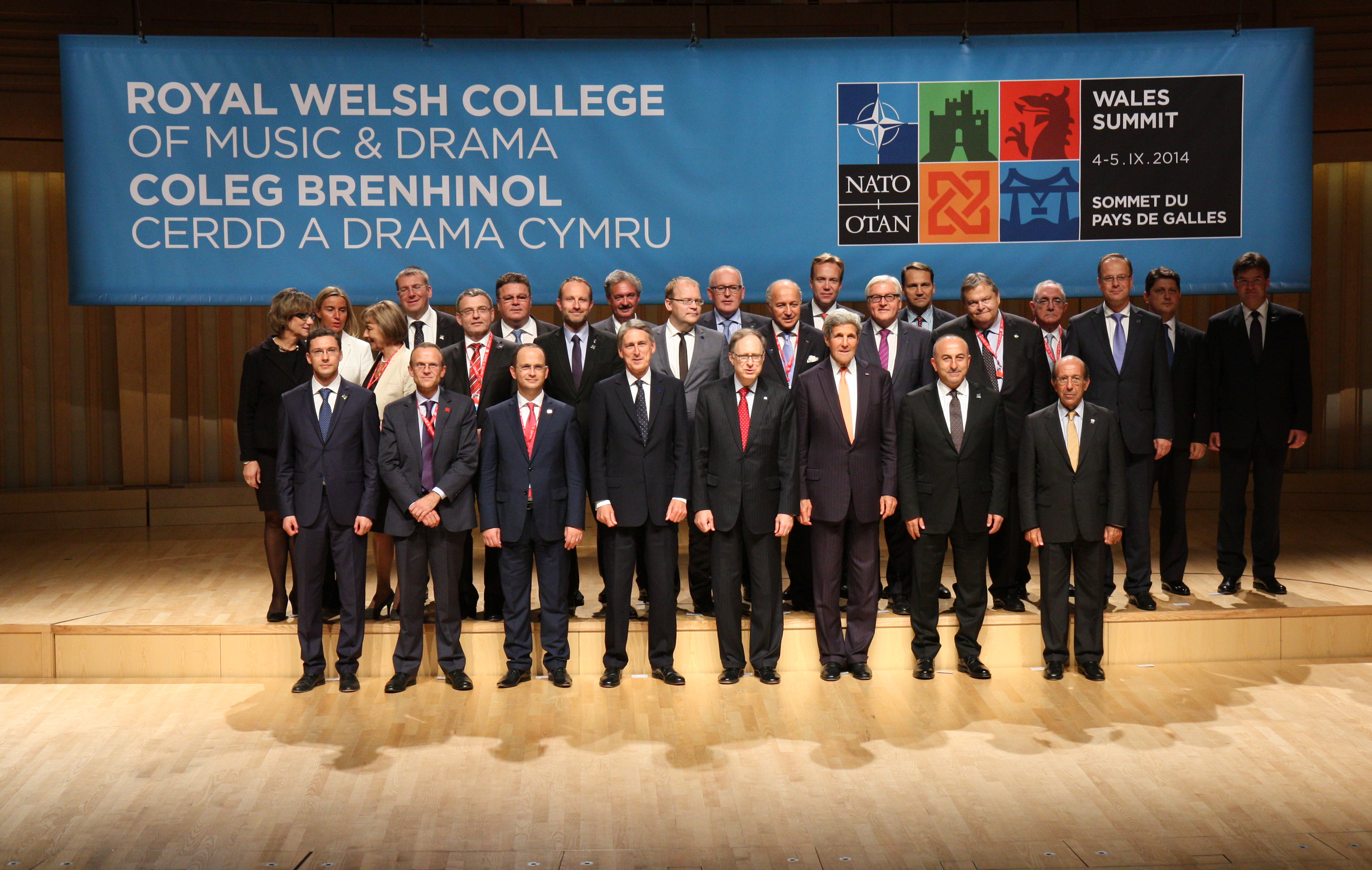
Les ministres des Affaires étrangères des pays de l'OTAN.

- Albanie - Ministre des Affaires étrangères Ditmir Bushati
- Allemagne - Ministre des Affaires étrangères Frank-Walter Steinmeier
- Belgique - Ministre des Affaires étrangères, du Commerce extérieur et des Affaires européennes Didier Reynders
- Bulgarie - Ministre des Affaires étrangères Daniel Mitov
- Canada - Ministre des Affaires étrangères John Baird
- Croatie - Ministre des Affaires étrangères et européennes Vesna Pusić
- Danemark - Ministre des Affaires étrangères Martin Lidegaard
- Espagne - Ministre des Affaires étrangères et de la Coopération José Manuel García-Margallo
- Estonie - Ministre des Affaires étrangères Urmas Paet
- États-Unis - Secrétaire d'État John Kerry
- France - Ministre des Affaires étrangères et du Développement international Laurent Fabius
- Grèce - Ministre des Affaires étrangères Evángelos Venizélos
- Hongrie - Ministre des Relations économiques extérieures et des Affaires étrangères Tibor Navracsics
- Islande - Ministre des Affaires étrangères Gunnar Bragi Sveinsson
- Italie - Ministre des Affaires étrangères Federica Mogherini
- Lettonie - Ministre des Affaires étrangères Edgars Rinkēvičs
- Lituanie - Ministre des Affaires étrangères Linas Linkevičius
- Luxembourg - Ministre des Affaires étrangères et européennes Jean Asselborn
- Norvège - Ministre des Affaires étrangères Børge Brende
- Pays-Bas - Ministre des Affaires étrangères Frans Timmermans
- Pologne - Ministre des Affaires étrangères Radosław Sikorski
- Portugal - Ministre d'État, Ministre des Affaires étrangères Rui Machete
- Roumanie - Ministre des Affaires étrangères Titus Corlățean
- Royaume-Uni - Secrétaire d'État aux Affaires étrangères et du Commonwealth Philip Hammond
- Slovaquie - Ministre des Affaires étrangères Miroslav Lajčák
- Slovénie - Ministre des Affaires étrangères Karl Erjavec
- République tchèque - Ministre des Affaires étrangères Lubomír Zaorálek
- Turquie - Ministre des Affaires étrangères Mevlüt Çavuşoğlu.

## Réactions après le sommet
Les efforts financiers nécessaires de la part des pays membres de l'OTAN pour mettre en œuvre les différents programmes d'armement évoqués ont fait l'objet de réactions. En Espagne, Mariano Rajoy se déclare « confiant » en la capacité de passer de 0,9 % à 2 % du budget de l'État pour la défense « à condition que la reprise économique se poursuive » et ce, « sous dix ans ». En Italie, la presse communiste considère que « l'Italie est en guerre » puisqu'elle doit également fortement mettre la main à la poche pour passer d'1,2 % à 2 % de budget, constatant également que parmi les vingt-huit, outre les États-Unis qui dépensent 4,5 % de son budget, seuls trois pays — Royaume-Uni, Grèce et Estonie — sont déjà à ce niveau de dépenses.
Selon l'ancien représentant permanent de la Pologne auprès de l’OTAN Jerzy Maria Nowak (pl), les décisions prises lors du sommet de Newport concernant le rééquilibrage des capacités de déploiement des forces « ont amélioré l'image de l'OTAN en Europe centrale et orientale ».
En décembre 2015, la confirmation faite lors du sommet de l'examen de la possibilité d'une proposition d'adhésion du Monténégro à l'Organisation se concrétise. Jens Stoltenberg, le nouveau secrétaire général de l'OTAN, confirme que l'invitation à l'adhésion sera soumise au Monténégro en janvier 2016.